# Philip Froissant
Philip Froissant (Bad Tölz, 1994) è un attore tedesco, giunto al successo internazionale con l'interpretazione di Francesco Giuseppe I d'Austria nella serie televisiva L'imperatrice e di Jonas Hansen nella serie Isola nera.

## Biografia
Madre tedesca e padre francese, studia recitazione presso l'Università Ludwig Maximilian di Monaco. Nel 2017 debutta a teatro e l'anno successivo interpreta il primo ruolo in una serie televisiva. Nel 2021 è il protagonista della serie Netflix Isola nera, e l'anno successivo ricopre il ruolo dell'imperatore d'Austria nella serie L'imperatrice.

## Filmografia

### Televisione
- Isola nera (Schwarze Insel), regia di Miguel Alexander – film TV (2021)
- L'imperatrice (Die Kaiserin) – serie TV, 12 episodi (2022-2024)
- Am Ende - Die Macht der Kränkung, regia di Daniel Prochaska – miniserie TV (2023)
- One Trillion Dollars (Eine Billion Dollar), regia di Florian Baxmeyer e Isabel Braak – miniserie TV (2023)

## Doppiatori italiani
Nelle versioni in italiano dei suoi film, Philip Froissant è stato doppiato da:
- Davide Farronato in Isola nera
- Andrea Di Maggio in L'imperatrice